# Anton Leb
Anton Leb (* 23. Oktober 1891 in Grünhilling bei Hochburg; † 15. Februar 1965 in Graz) war ein österreichischer Arzt, Radiologe und Hochschullehrer.

## Leben
Anton Leb wurde am 23. Oktober 1891 als Sohn des Söldners und Kaufmanns Anton Leb (* 16. Mai 1863 in Grünhilling, Oberösterreich; † 8. Juni 1918 in Burghausen, Bayern) und dessen Frau Anna (geborene Reisinger) in Grünhilling bei Hochburg geboren und am selben Tag auf den Namen Anton getauft. Mit Anna Hofstätter (Leeb; 1893–1979), Karl Leb (1898–1952), Fanny Berthold (Leeb), Robert Leeb und Hermann Leeb hatte er mindestens fünf namentlich bekannte Geschwister. Nach seiner allgemeinen Schulausbildung, die er unter anderem am k. k. I. Staatsgymnasium Graz absolvierte, studierte er an den Universitäten Graz, Wien und Stockholm das damals noch moderne Fach der Radiologie und Röntgenologie. Zu seinen Professoren zählten Guido Holzknecht, Hans Holfelder oder Gösta Forssell. Neben seinem Studium gehörte er dem Deutschen Leseverein in Graz als Ausschussmitglied an. Während des Ersten Weltkrieges diente er als vom 1. Juli 1914 bis zum November 1919 als Militärbegutachter. Während seiner militärischen Laufbahn wurde er auch mehrfach ausgezeichnet; darunter unter anderem 1916 als Sanitätsfähnrich in der Reserve mit dem „Goldenen Verdienstkreuz am Bande der Tapferkeitsmedaille“, neben zahlreichen weiteren Auszeichnungen. Im Februar 1917 stieg er in den Rang eines Sanitätsleutnants in der Reserve auf. Am 19. Jänner 1919 promovierte er an der Universität Graz zum Doktor der Medizin und war in weiterer Folge bis 1923 als Assistenzarzt an der chirurgischen Klinik Graz tätig. Bereits 1921 ließ er sich als praktizierender Arzt in Graz nieder. Im Juni 1924 erfolgte seine Habilitation in Graz für medizinische Strahlenkunde, woraufhin Leb ab dem 10. August 1924 als Privatdozent tätig wurde. Von der steiermärkischen Landesregierung wurde in diesem Jahr zum landschaftlichen Primararzt ernannt. Als Oberarzt hatte er noch im selben Jahr den Vorstand des neu eingerichteten Zentral-Röntgen- und Radium-Instituts am LKH Graz übernommen und hatte dessen Leitung über 40 Jahre hinweg inne. Nur kurz nachdem er diese Funktion übernommen hatte, heiratete Leb am 25. März 1925 in der Grabenkirche die Private Hildegard „Hilde“ Eva Maria Wintersteiner (* 3. Dezember 1904 in Graz; † 6. November 1976 ebenda), mit der er zwei Töchter und einen Sohn (Georg; * 24. August 1939) bekam.
Als im Jahre 1929 die Österreichische Röntgengesellschaft gegründet worden war, war Leb in deren Vorstand gewählt worden. Nach dem Tod Holzknechts im Herbst 1931 wurde in den zeitgenössischen Medien über eine etwaige Nachfolge durch Anton Leb berichtet, die jedoch in dieser Form nicht zustande kam. Am 12. Juni 1933 erfolgte die Beeidigung Lebs an der Universität Graz, an der er bereits ein Jahr zuvor, am 7. Juni 1932, eine außerordentliche Professur erhalten hatte. Mindestens in den Jahren von 1932 bis 1936 gehörte er dem Rotary Club in Graz an. Im Februar 1934 legte Leb bei der Zweigstelle Graz und Umgebung des Steiermärkischen Jagdschutzvereines in Graz die Freilwillige Weidmannsprüfung ab. Im Jahre 1935 erfolgte Lebs Bestellung zum Bahnvertragsfacharzt und damit in den ärztlichen Dienst bei den Österreichischen Bundesbahnen. Während des Zweiten Weltkriegs wurde der Begründer der radiologischen Universitätsklinik am 7. Juni 1943 (laut anderen Quellen auch 7. Juni 1944) als begutachtender Röntgenologe mit dem Standort in Graz in den Militärdienst einberufen. Seine Funktion als Militärbegutachter übte er bis zum 28. Februar 1945 aus. Zwischen 1938 und 1945 hatte er zudem einen Lehrauftrag für medizinische Strahlenkunde, danach für Röntgenologie. Am 16. Oktober 1939 hatte er eine außerplanmäßige Professur erhalten. Unter Leb, der in der internationalen Fachwelt einen ausgezeichneten Ruf genoss, wurde aus einem ursprünglich improvisierten Zentral-Röntgeninstitut eine anerkannte Lehr- und Forschungsstätte. Nachdem durch den steigenden Bedarf an röntgendiagnostischen Leistungen und strahlentherapeutischen Behandlungen ein Neubau erforderlich geworden war, wurde ein solcher im Jahre 1955 eröffnet und nur drei Jahre später erstmals ein Lehrstuhl für medizinische Radiologie errichtet. Leb wurde daraufhin zum ersten Ordinarius dieses Fachs berufen und hatte diese Position bis zu seiner Emeritierung am 30. September 1963 inne. Danach supplierte er vom 1. Oktober 1963 bis zum 20. November 1964 die Leitung des Zentral-Röntgen- und Radium-Instituts, dessen Leitung bereits zuvor an Erich Vogler übergegangen war. 1958/59 agierte Leb als Dekan de medizinischen Fakultät. Ab 12. März 1959 übernahm er die Position des Ersparungsfunktionärs der medizinischen Fakultät.
Rund drei Monate nach seinem offiziellen Ruhestand starb Leb am 15. Februar 1965 im Alter von 73 Jahren in Graz und wurde am 18. Februar 1965 in einem Ehrengrab auf dem Grazer Zentralfriedhof (Kennzeichen: Z-1A-3-6) beerdigt.

## Auszeichnungen und Ehrungen (Auswahl)
- Träger der Silbernen Signum Laudis am Bande der Tapferkeitsmedaille mit den Schwertern
- Träger des Signum Laudis am Bande der Tapferkeitsmedaille mit den Schwertern[28]
- Träger des Goldenen Verdienstkreuzes
- Träger der Bronzene Tapferkeitsmedaille
- Träger des Karl-Truppenkreuzes
- Ehrenbürger von Graz: 1959 (Gemeinderatsbeschluss am 8. Oktober 1959, Festsitzung am 4. Dezember 1959)
- Verleihung des Österreichischen Ehrenkreuzes für Wissenschaft und Kunst I. Klasse: 1962 (Verleihung am 27. November 1962)
- Verleihung der Röntgen-Plakette durch die Stadt Remscheid: 1963[3]
- Ehrenringträger des Landes Steiermark[29]
- Ernennung zum Hofrat
- Ehrenmitglied der
  - Deutschen Röntgengesellschaft
  - Radiologisch-wissenschaftlichen Gesellschaft an der Universität Córdoba (Argentinien)
  - Wissenschaftlichen Gesellschaft der Ärzte Oberösterreichs
  - Österreichischen Röntgengesellschaft
  - Österreichischen Krebsgesellschaft
- Benennung einer Gasse in Graz-Geidorf in Anton-Leb-Gasse (kurzes Straßenstück bei der westlichen Einfahrt zum LKH-Universitätsklinikum Graz; von der Hilmteichstraße abzweigend): 1965
- Widmung eines Gedichts des Arztes und Schriftstellers Hans Kloepfer[30]